# SOCS2
SOCS2‏ (Suppressor of cytokine signaling 2) هوَ بروتين يُشَفر بواسطة جين SOCS2 في الإنسان.